# Sovjetunionen i olympiska vinterspelen 1980
Sovjetunionen deltog med 86 idrottare i olympiska vinterspelen 1980 i Lake Placid. De vann totalt tio guldmedaljer, sex silvermedaljer och sex bronsmedaljer.

## Medaljer

### Guld
- Hastighetsåkning på skridskor
  - 1 000 m damer: Natalja Petrusjova
- Konståkning
  - Par: Irina Rodnina‚ Aleksandr Zajtsev
  - Isdans: Natalja Linitjuk, Gennadij Karponossov
- Längdskidåkning
  - 30 km herrar: Nikolaj Zimjatov
  - 50 km herrar: Nikolaj Zimjatov
  - 4x10 km herrar: Vasilij Rotjev, Nikolaj Bazjukov, Jevgenij Beljajev, Nikolaj Zimjatov
  - 5 km damer: Raisa Smetanina
- Rodel
  - Singel damer: Vera Zozuḷa
- Skidskytte
  - 10 km herrar: Anatolij Aljabjev
  - 4x7,5 km stafett herrar: Vladimir Alikin, Aleksandr Tichonov, Vladimir Barnatjov, Anatolij Aljabjev

### Silver
- Hastighetsåkning på skridskor
  - 500 m herrar: Jevgenij Kulikov
- Ishockey
- Herrar: Sovjetunionens herrlandslag i ishockey
- Konståkning
  - Par: Marina Tjerkassova, Sergej Sjachraj
- Längdskidåkning
  - 30 km herrar: Vasilij Rotjev
  - 4x5 km stafett damer: Nina Balditjova, Nina Rotjeva, Galina Kulakova, Raisa Smetanina
- Skidskytte
  - 10 km herrar: Vladimir Alikin

### Brons
- Hastighetsåkning på skridskor
  - 500 m herrar: Jevgenij Kulikov
  - 500 m damer: Natalja Petrusjova
  - 1 000 m herrar: Vladimir Lobanov
- Konståkning
  - Isdans: Irina Moisejeva, Andrej Minenkov
- Längdskidåkning
  - 50 km herrar: Aleksandr Zavjalov
- Rodel
  - Singel damer: Ingrĩda Amantova